# Niklas Dorsch
Niklas Dorsch (ur. 15 stycznia 1998) – niemiecki piłkarz, występujący na pozycji pomocnika w niemieckim klubie FC Augsburg.

## Kariera klubowa

### Bayern Monachium
W dniu 2 września 2015 r. Dorsch podpisał roczny kontrakt juniorski, trwający do 30 czerwca 2016 r., a następnie dwuletnią zawodową umowę wiążącą go z klubem do 30 czerwca 2018 r.
W sezonie 2015/16 Dorsch został włączony do kadry Bayernu Monachium II, debiutując w lidze regionalnej Bawarii 5 marca 2016 w przegranym 0-1 wyjazdowym spotkaniu z Wacker Burghausen. Dorsch strzelił swojego pierwszego gola dla drużyny rezerw w otwierającym sezon 2016/17 wygranym 2-1 spotkaniu z FV Illertissenem. W następnym sezonie Dorsch został kapitanem drugiej drużyny.
W sezonie 2017/18 Dorsch zadebiutował w Bundeslidze. Stało się to 28 kwietnia 2018 roku w wygranym 4-1 domowym meczu z Eintrachtem Frankfurt. Dorsch strzelił pierwszą bramkę meczu w 43. minucie po zagraniu Sandro Wagnera.

### 1. FC Heidenheim
23 maja 2018 roku Dorsch przeniósł się do zespołu 2. Bundesligi 1. FC Heidenheim na zasadzie wolnego transferu, związując się trzyletnią umową do 30 czerwca 2021 r. W barwach Heidenheim został przesunięty na pozycję defensywnego pomocnika i był podstawowym zawodnikiem drużyny, która w pierwszym sezonie zajęła 5. miejsce w lidze, a w kolejnym sezonie awansowała do baraży o Bundesligę w których przegrała z Werderem Brema.

### Gent
22 lipca 2020 roku Dorsch dołączył do belgijskiej drużyny KAA Gent, podpisując czteroletni kontrakt.

## Kariera reprezentacyjna
Od 2014 roku Dorsch był zawodnikiem reprezentacji Niemiec do lat 17. W 2015 roku został powołany do kadry na Mistrzostwa Europy U-17 rozgrywane w Bułgarii, jednak już w pierwszym meczu turnieju doznał poważnej kontuzji i wrócił do domu. Niemcy na turnieju zajęli drugie miejsce, dzięki czemu zakwalifikowali się do udziału w Mistrzostwach Świata U-17, które rozgrywane były w Chile. Dorsch znalazł się w kadrze na październikowy turniej. W kadrze U-19 wystąpił zaledwie dwukrotnie w 2016 roku.
Na kolejne powołania czekał aż dwa lata, gdy wystąpił w meczach kadry U-20. W 2019 roku zadebiutował w reprezentacji Niemiec do lat 21. W 2021 roku pojechał na Mistrzostwa Europy U-21.